# Burakochwasty
Burakochwasty – jednoroczne mieszańce, powstałe ze skrzyżowania buraka cukrowego z dziką jednoroczną formą buraka Beta macrocarpa i Beta maritima, występującymi na południu Europy, gdzie produkowane są nasiona wielu odmian zachodnioeuropejskich. 
Burakochwasty, które dostały się na pole razem z materiałem siewnym zakwitają, bez uprzedniej jaryzacji, już po sześciu tygodniach. W początkowej fazie wzrostu nie różnią się wyglądem od roślin buraków uprawnych. Często uważa się je za pośpiechy; jednak zasadnicza różnica między pośpiechami a burakochwastami polega na tym, że te pierwsze pochodzą z nasion handlowych, którymi plantację obsiano i występują wyłącznie w rzędach, mniej więcej równomiernie na całym polu. Burakochwasty natomiast pojawiają się samorzutnie z nasion zalegających w glebie na polach, gdzie uprawia się różne gatunki, w tym również burak cukrowy, i rosną zarówno w rzędach, jak i między nimi, tworząc nieregularnie rozmieszczone zagęszczenia w postaci smug lub plam. Ze względu na możliwość krzyżowania się z burakiem cukrowym, stwarzają one także niebezpieczeństwo dla rodzimej hodowli i reprodukcji nasion. Występując na plantacji, stanowią źródło tworzenia się nowych burakochwastów.
Burakochwasty występujące w burakach nie mogą być zwalczone żadnym herbicydem. Mimo trwającej od wielu lat systematycznej walki z nimi, stanowią nadal poważne zagrożenie. W skrajnych przypadkach cukrownie odmawiają przyjmowania surowca, ponieważ korzenie tych roślin są bardzo twarde i zawierają dużą ilość szkodliwych niecukrów. Najskuteczniejszym sposobem zwalczania burakochwastów jest ich ręczna eliminacja przed zakwitnięciem. Próbuje się je zwalczać mechanicznie (przez kilkakrotne koszenie lub za pomocą specjalnego urządzenia z ruchomymi taśmami), szokiem termicznym lub chemicznie, stosując mazacze nasycone herbicydem Roundup. Spośród metod agrotechnicznych zaleca się ich niszczenie w innych uprawach, stosowanie głęboszowania zamiast orki, które nie wydobywa nasion burakochwastów z głębszych warstw na powierzchnię gleby, wydłużenie rotacji buraka cukrowego do ponad 5–6 lat, a także wczesny zbiór buraków, uniemożliwiający osypanie się burakochwastów.